# Free Caraïbe
Free Caraïbe est un opérateur de téléphonie mobile français, filiale du groupe Iliad. Lancé le 17 mai 2022, il couvre les territoires de la Martinique, de la Guadeloupe, de la Guyane, de Saint-Martin et Saint-Barthélemy en 3G et en 4G. Il dispose d'une boutique en Guadeloupe, et de 16 revendeurs physiques répartis dans trois régions.

## Histoire
En juin 2020, Free signe un accord de RAN-sharing avec l'opérateur Digicel et crée la co-entreprise Madiacom, afin d'y transférer le réseau mobile actuel de Digicel. Celle-ci permettant de mutualiser leurs infrastructures mobiles dans les Antilles et en Guyane. Cet accord prévoit trois phases, à compter de 2020. La première phase prévoit l'accueil des abonnés de Free Caraïbe en itinérance sur les fréquences de Digicel. L'accord planifie ensuite une phase de transition, permettant d'adapter le réseau afin que chaque opérateur puisse émettre sa fréquence, pour une durée de deux ans. La phase finale consiste en l'émission des fréquences des deux opérateurs avec une mutualisation des infrastructures, sur l'architecture MORAN. Fin 2023, Free comptait 362 sites actifs (2G/3G/4G) sur ce réseau.
En décembre 2020, l'opérateur a été mis en demeure par l'ARCEP pour une couverture trop faible de la population en réseau mobile. Celle-ci s'était engagée à couvrir 50% de la population de la Guadeloupe et de la Martinique, 75% de la population de Saint-Barthélemy et de Saint-Martin, et 30% de la population de la Guyane.
En octobre 2022, l'autorité de régulation inflige une amende de 300 000 euros à Free Caraïbe pour ne pas avoir respecté ses engagements en matière de couverture du réseau.

## Couverture mobile
Free Caraïbe offre une couverture 3G, 4G et 4G+ et ne propose pas de 2G et de 5G sur l'ensemble des territoires qu'il couvre.
Au 22 mai 2022, l'opérateur dit avoir investi 35 millions d'euros dans ses infrastructures mobiles sur la zone, et prévoit d'investir 100 millions d'euros dans un horizon de six ans.
|                  | 2022,      | 2022,      | 2023,      | 2023,  |
| Superficie       | Population | Superficie | Population |        |
| ---------------- | ---------- | ---------- | ---------- | ------ |
| Guadeloupe       | 54,6 %     | 81,5 %     | 68,8 %     | 96,7 % |
| Guyane           | 4,30 %     | 90,3 %     | 2,60 %     | 87,3 % |
| Martinique       | 76,6 %     | 93,6 %     | 85,7 %     | 99,5 % |
| Saint-Barthélemy | 85,1 %     | 88,2 %     | 94,6 %     | 97,2 % |
| Saint-Martin     | 94,6 %     | 96,3 %     | 94,6 %     | 96,9 % |

## Positionnement commercial
Free Caraïbe propose trois offres aux caractéristiques semblables à celles métropolitaines, à des tarifs plus abordables. L'opérateur proposait des forfaits jusqu'à six fois moins chers que ses concurrents lors de son arrivée, espérant atteindre une part de marché de 25% sur ces territoires,.